# Jerdy Schouten
Jerdy Schouten (phát âm tiếng Hà Lan: [ˈsxʌutə(n)]; sinh ngày 12 tháng 1 năm 1997) là một cầu thủ bóng đá chuyên nghiệp người Hà Lan hiện tại đang thi đấu ở vị trí tiền vệ cho câu lạc bộ PSV tại Eredivisie và Đội tuyển bóng đá quốc gia Hà Lan.

## Sự nghiệp thi đấu

### ADO Den Haag
Schouten ra mắt chuyên nghiệp tại Eredivisie cho ADO Den Haag vào ngày 10 tháng 12 năm 2016, trong trận thua 0-3 trước NEC Nijmegen.

### SBV Excelsior
Năm 2018, Schouten ký hợp đồng có thời hạn đến năm 2021 với câu lạc bộ SBV Excelsior tại Eredivisie. Nhờ màn trình diễn tốt ở mùa giải 2018-19, Schouten được các cổ động viên bầu chọn là cầu thủ xuất sắc nhất mùa giải của đội bóng.

### Bologna
Vào ngày 4 tháng 7 năm 2019, anh gia nhập câu lạc bộ Bologna tại Serie A.

## Sự nghiệp quốc tế
Schouten được gọi triệu tập lên Đội tuyển bóng đá quốc gia Hà Lan vào ngày 27 tháng 5 năm 2022 để chuẩn bị cho các trận đấu thuộc khuôn khổ UEFA Nations League gặp Bỉ, Wales và Ba Lan. Anh ra mắt quốc tế trong trận gặp Wales vào ngày 9 tháng 6 năm 2022.

## Thống kê sự nghiệp
Tính đến 26 tháng 2 năm 2023
| Câu lạc bộ          | Mùa giải            | Giải đấu            | Giải đấu | Giải đấu | Cúp quốc gia | Cúp quốc gia | Châu Âu | Châu Âu | Khác | Khác | Tổng cộng | Tổng cộng |
| Câu lạc bộ          | Mùa giải            | Hạng                | Trận     | Bàn      | Trận         | Bàn          | Trận    | Bàn     | Trận | Bàn  | Trận      | Bàn       |
| ------------------- | ------------------- | ------------------- | -------- | -------- | ------------ | ------------ | ------- | ------- | ---- | ---- | --------- | --------- |
| ADO Den Haag        | 2016–17             | Eredivisie          | 2        | 0        | 1            | 0            | —       | —       | —    | —    | 3         | 0         |
| Telstar             | 2017–18             | Eerste Divisie      | 37       | 4        | 1            | 0            | —       | —       | 2    | 0    | 40        | 4         |
| Excelsior           | 2018–19             | Eredivisie          | 31       | 1        | 1            | 0            | —       | —       | 2    | 0    | 34        | 1         |
| Bologna             | 2019–20             | Serie A             | 19       | 0        | 1            | 0            | —       | —       | —    | —    | 20        | 0         |
| Bologna             | 2020–21             | Serie A             | 34       | 1        | 1            | 0            | —       | —       | —    | —    | 35        | 1         |
| Bologna             | 2021–22             | Serie A             | 17       | 1        | 1            | 0            | —       | —       | —    | —    | 18        | 1         |
| Bologna             | 2022–23             | Serie A             | 20       | 0        | 3            | 0            | —       | —       | —    | —    | 23        | 0         |
| Bologna             | Tổng cộng           | Tổng cộng           | 90       | 2        | 6            | 0            | —       | —       | —    | —    | 96        | 2         |
| Tổng cộng sự nghiệp | Tổng cộng sự nghiệp | Tổng cộng sự nghiệp | 160      | 7        | 9            | 0            | —       | —       | 4    | 0    | 173       | 7         |

1. ↑  Bao gồm KNVB Cup, Coppa Italia
2. 1 2  Ra sân tại Play-off xuống hạng Eredivisie